# Лентате сул Севезо
Лентате сул Севезо (итал. Lentate sul Seveso) је насеље у Италији у округу Монца и Бријанца, региону Ломбардија.
Према процени из 2011. у насељу је живело 10981 становника. Насеље се налази на надморској висини од 248 м.

## Становништво
Према резултатима пописа становништва 2011. у општини је живело 15.486 становника.
| 1936. | 1951. | 1961.  | 1971.  | 1981.  | 1991.  | 2001.  | 2011.  |
| ----- | ----- | ------ | ------ | ------ | ------ | ------ | ------ |
| 7.056 | 8.518 | 10.908 | 12.376 | 13.273 | 14.257 | 14.366 | 15.486 |